# Tecnología Gap Waveguide
La tecnología Gap Waveguide es una familia de líneas de transmisión y guías de onda sin contacto eléctrico continuo entre placas metálicas paralelas. Fue principalmente propuesta por el investigador sueco Per-Simon Kildal y el catedrático Alejandro Valero-Nogueira en 2006 y posteriormente ampliada por varios grupos europeos, entre ellos principalmente de la Universitat Politècnica de València (UPV) en España. 

## Historia
La idea surgió a mediados de los años 1990, cuando Kildal investigaba nuevas antenas para telefonía móvil. En lugar de emplear un conductor sólido, experimentó con un surco ondulado en una plancha metálica que guiaba el campo electromagnético. El pequeño espacio entre esa superficie texturizada y una placa superior recibe el nombre de gap, de ahí la denominación «Gap Waveguide».  
Durante los años siguientes se demostraron variantes como la ridge gap waveguide y la groove gap waveguide, validadas experimentalmente por investigadores de la UPV y la UC3M. 
En 2011 Kildal fundó la empresa Gapwaves AB para comercializar la tecnología. Entre sus productos figuran filtros, antenas de ranura, amplificadores de potencia y adaptadores de brida sin contacto para hasta 325 GHz.